# Virtus Pallacanestro Bologna 2015-2016
Questa voce raccoglie le informazioni riguardanti la Virtus Bologna nelle competizioni ufficiali della stagione 2015-2016.

## Verdetti stagionali
Competizioni nazionali
- Serie A:

stagione regolare: 16º posto su 16 squadre (-);

## Stagione
La stagione 2015-2016 della Virtus Pallacanestro Bologna sponsorizzata Obiettivo Lavoro, è la 78ª nel massimo campionato italiano di pallacanestro, la Serie A.
Al termine della regular season la squadra si classifica 16ª e ultima destinata quindi alla retrocessione nella serie inferiore.

## Roster
Aggiornato al 19 gennaio 2017.
| Obiettivo Lavoro Bologna 2015-16 | Obiettivo Lavoro Bologna 2015-16 |
| Giocatori                        | Staff tecnico                    |
| -------------------------------- | -------------------------------- |

| N. | Naz.                                         | Ruolo | Nome                | Anno | Alt.   | Peso   |  |
| -- | -------------------------------------------- | ----- | ------------------- | ---- | ------ | ------ |  |
| 1  | Stati Uniti (bandiera)                       | C     | Dexter Pittman      | 1988 | 211 cm | 129 kg |  |
| 2  | Italia (bandiera)                            | AG    | Simone Fabiani      | 1992 | 205 cm | 110 kg |  |
| 3  | Italia (bandiera)                            | PG    | Michele Vitali      | 1991 | 196 cm | 88 kg  |  |
| 8  | Italia (bandiera)                            | C     | Gino Cuccarolo      | 1987 | 222 cm | 125 kg |  |
| 9  | Stati Uniti (bandiera)                       | P     | Abdul Gaddy         | 1992 | 191 cm | 88 kg  |  |
| 11 | Stati Uniti (bandiera)                       | AP    | Pendarvis Williams  | 1991 | 198 cm | 88 kg  |  |
| 11 | Stati Uniti (bandiera) · Bulgaria (bandiera) | P     | Andre Collins (C)   | 1982 | 183 cm | 77 kg  |  |
| 12 | Italia (bandiera)                            | P     | Alessandro Pajola   | 1999 | 190 cm |        |  |
| 13 | Italia (bandiera)                            | A     | Simone Fontecchio   | 1995 | 203 cm | 91 kg  |  |
| 14 | Italia (bandiera)                            | AG    | Valerio Mazzola     | 1988 | 205 cm | 96 kg  |  |
| 15 | Italia (bandiera)                            | G     | Tommaso Oxilia      | 1998 | 198 cm | 85 kg  |  |
| 17 | Stati Uniti (bandiera)                       | G     | Kenny Hasbrouck     | 1986 | 191 cm | 88 kg  |  |
| 20 | Stati Uniti (bandiera)                       | AP    | Courtney Fells      | 1986 | 196 cm | 93 kg  |  |
| 22 | Italia (bandiera)                            | P     | Lorenzo Penna       | 1998 | 180 cm | 75 kg  |  |
| 24 | Stati Uniti (bandiera)                       | AG    | Rod Odom            | 1991 | 206 cm | 98 kg  |  |
| 25 | Stati Uniti (bandiera)                       | G     | Allan Ray (C)       | 1984 | 190 cm | 86 kg  |  |
| -  | Italia (bandiera)                            | A     | Andrea Graziani     | 1998 | 193 cm | 80 kg  |  |
| -  | Italia (bandiera)                            | G     | Alessandro Ranocchi | 1998 | 186 cm | 84 kg  |  |
| -  | Italia (bandiera)                            | A     | Roberto Vercellino  | 1997 | 202 cm | 86 kg  |  |

| Allenatore                                                                                                 |
| - Giorgio Valli                                                                                            |
| Assistente/i                                                                                               |
| - Daniele Cavicchi - Christian Fedrigo - Mattia Largo Legenda - (C) Capitano - (IN) Inattivo - Infortunato |

### Staff tecnico
- Allenatore:  Giorgio Valli
- Assistente:  Daniele Cavicchi
- Assistente:  Christian Fedrigo
- Assistente:  Mattia Largo
- Preparatore fisico:  Carlo Voltolini
- Fisioterapista:  Andrea Nobili
- Fisioterapista:  Iacopo Marzocchi
- Medico:  Giampaolo Amato

## Mercato

### Sessione estiva
| Acquisti | Acquisti           | Acquisti            | Acquisti      | Acquisti |
| R.       | Nome               | da                  | Modalità      |          |
| -------- | ------------------ | ------------------- | ------------- | -------- |
| C        | Dexter Pittman     | Atl. de San Germán  | definitivo    |          |
| PG       | Michele Vitali     | Juvecaserta         | definitivo    |          |
| AP       | Pendarvis Williams | Fortitudo Agrigento | definitivo    |          |
| AG       | Rod Odom           | Drama               | definitivo    |          |
| C        | Aristide Landi     | Pall. Mantovana     | fine prestito |          |
| P        | Alessandro Pajola  | Stamura Ancona      | definitivo    |          |

| Cessioni | Cessioni          | Cessioni         | Cessioni       | Cessioni |
| R.       | Nome              | a                | Modalità       |          |
| -------- | ----------------- | ---------------- | -------------- | -------- |
| P        | Matteo Imbrò      | Basket Ferentino | fine contratto |          |
| G        | Jeremy Hazell     | Élan Chalon      | fine contratto |          |
| AG       | Okaro White       | Aris Salonicco   | fine contratto |          |
| C        | Juvonte Reddic    | Canton Charge    | fine contratto |          |
| A        | Gabriele Benetti  | Virtus Roma      | prestito       |          |
| C        | Aristide Landi    | Pall. Trieste    | fine contratto |          |
| C        | Riccardo Cattapan | PMS Basketball   | fine contratto |          |

### Dopo l'inizio della stagione
| Acquisti | Acquisti        | Acquisti    | Acquisti         | Acquisti   |
| R.       | Nome            | da          | Data             | Modalità   |
| -------- | --------------- | ----------- | ---------------- | ---------- |
| AP       | Courtney Fells  | San Lorenzo | 18 novembre 2015 | definitivo |
| G        | Kenny Hasbrouck | Pall. Cantù | 22 gennaio 2016  | definitivo |
| P        | Andre Collins   | Free agent  | 2 marzo 2016     | definitivo |

| Cessioni | Cessioni           | Cessioni    | Cessioni         | Cessioni                |
| R.       | Nome               | a           | Data             | Modalità                |
| -------- | ------------------ | ----------- | ---------------- | ----------------------- |
| AP       | Pendarvis Williams | Free agent  | 11 gennaio 2016  | risoluzione consensuale |
| AP       | Courtney Fells     | Trabzonspor | 6 febbraio 2016  | risoluzione consensuale |
| G        | Allan Ray          | Free agent  | 18 febbraio 2016 | rescissione consensuale |

## Risultati

### Serie A

#### Regular season

##### Girone di andata
| Casalecchio di Reno 4 ottobre 2015, ore 18:15 1ª giornata | Virtus Bologna | 69 – 65 referto | Reyer Venezia | Unipol Arena |

| Brindisi 11 ottobre 2015, ore 12:00 2ª giornata | N.B. Brindisi | 81 – 54 referto | Virtus Bologna | PalaPentassuglia |

| Casalecchio di Reno 18 ottobre 2015, ore 18:15 3ª giornata | Virtus Bologna | 64 – 76 referto | Orlandina | Unipol Arena |

| Pesaro 25 ottobre 2015, ore 18:15 4ª giornata | V.L. Pesaro | 68 – 63 referto | Virtus Bologna | Adriatic Arena |

| Casalecchio di Reno 1 novembre 2015, ore 20:45 5ª giornata | Virtus Bologna | 85 – 90 referto | Juvecaserta | Unipol Arena |

| Assago 8 novembre 2015, ore 20:45 6ª giornata | Olimpia Milano | 87 – 72 referto | Virtus Bologna | Mediolanum Forum |

| Casalecchio di Reno 16 novembre 2015, ore 20:45 7ª giornata | Virtus Bologna | 92 – 87 referto | Dinamo Sassari | Unipol Arena |

| Masnago 22 novembre 2015, ore 18:15 8ª giornata | Pall. Varese | 82 – 75 referto | Virtus Bologna | PalaWhirlpool |

| Casalecchio di Reno 28 novembre 2015, ore 20:30 9ª giornata | Virtus Bologna | 81 – 66 referto | Scandone Avellino | Unipol Arena |

| Cremona 6 dicembre 2015, ore 18:15 10ª giornata | Vanoli Cremona | 73 – 63 referto | Virtus Bologna | PalaRadi |

| Trento 12 dicembre 2015, ore 20:30 11ª giornata | Aquila Trento | 80 – 66 referto | Virtus Bologna | PalaTrento |

| Casalecchio di Reno 20 dicembre 2015, ore 18:15 12ª giornata | Virtus Bologna | 76 – 72 referto | Pistoia Basket | Unipol Arena |

| Casalecchio di Reno 23 dicembre 2015, ore 20:30 13ª giornata | Virtus Bologna | 85 – 77 referto | Pall. Cantù | Unipol Arena |

| Torino 27 dicembre 2015, ore 20:45 14ª giornata | Auxilium Torino | 75 – 70 referto | Virtus Bologna | PalaRuffini |

| Casalecchio di Reno 3 gennaio 2016, ore 12:00 15ª giornata | Virtus Bologna | 67 – 77 referto | Pall. Reggiana | Unipol Arena |

##### Girone di ritorno
| Mestre 17 gennaio 2016, ore 18:15 1ª giornata | Reyer Venezia | 73 – 69 referto | Virtus Bologna | PalaTaliercio |

| Casalecchio di Reno 24 gennaio 2016, ore 18:15 2ª giornata | Virtus Bologna | 115 – 109 referto | N.B. Brindisi | Unipol Arena |

| Capo d'Orlando 1 febbraio 2016, ore 20:45 3ª giornata | Orlandina | 82 – 62 referto | Virtus Bologna | PalaFantozzi |

| Casalecchio di Reno 9 febbraio 2016, ore 20:30 4ª giornata | Virtus Bologna | 79 – 75 referto | V.L. Pesaro | Unipol Arena |

| Castel Morrone 14 febbraio 2016, ore 18:15 5ª giornata | Juvecaserta | 69 – 65 referto | Virtus Bologna | PalaMaggiò |

| Casalecchio di Reno 2 marzo 2016, ore 20:30 6ª giornata | Virtus Bologna | 85 – 101 referto | Olimpia Milano | Unipol Arena |

| Sassari 6 marzo 2016, ore 18:15 7ª giornata | Dinamo Sassari | 85 – 91 referto | Virtus Bologna | PalaSerradimigni |

| Casalecchio di Reno 13 marzo 2016, ore 18:15 8ª giornata | Virtus Bologna | 76 – 67 referto | Pall. Varese | Unipol Arena |

| Avellino 20 marzo 2016, ore 18:15 9ª giornata | Scandone Avellino | 82 – 74 referto | Virtus Bologna | PalaDelMauro |

| Casalecchio di Reno 26 marzo 2016, ore 20:30 10ª giornata | Virtus Bologna | 73 – 66 referto | Vanoli Cremona | Unipol Arena |

| Casalecchio di Reno 3 aprile 2016, ore 20:30 11ª giornata | Virtus Bologna | 68 – 75 referto | Aquila Trento | Unipol Arena |

| Pistoia 10 aprile 2016, ore 18:15 12ª giornata | Pistoia Basket | 88 – 76 referto | Virtus Bologna | PalaCarrara |

| Cucciago 17 aprile 2016, ore 18:15 13ª giornata | Pall. Cantù | 89 – 73 referto | Virtus Bologna | Mapooro Arena |

| Casalecchio di Reno 24 aprile 2016, ore 18:15 14ª giornata | Virtus Bologna | 73 – 54 referto | Auxilium Torino | Unipol Arena |

| Reggio Emilia 4 maggio 2016, ore 20:30 15ª giornata | Pall. Reggiana | 82 – 78 referto | Virtus Bologna | PalaBigi |